# Andromeda (Marvel Comics)
Pour les articles homonymes, voir Andromeda.
Andromeda est une super-héroïne dans l'univers Marvel de la maison d'édition Marvel Comics. Créé par le scénariste Peter B. Gillis et le dessinateur Don Perlin, le personnage de fiction est apparue pour la première fois dans le comic book Defenders #143 de mai 1985.

## Biographie du personnage
Andromeda est la fille d'Attuma et de Lady Galva. Son père la rejette parce qu'il a honte d'avoir une fille en premier enfant. Elle est élevée comme un garçon. Elle apprend à se battre et à chasser. Le fait qu'elle soit une femme ne lui permet pas de succéder à son père. Andromeda quitte le royaume d'Attuma et travaille comme gradée dans l'armée d'Atlantis. Bien qu'étant décorée à de nombreuses reprises pour sa bravoure, sa carrière est bloquée au grade de chef d'escadron à cause de son sexe.
Ayant entendu parler des aventures de Namor, Andromeda part chercher l'aventure à la surface. Grâce à un sérum, elle se fait passer pour une humaine, Andrea Mc Phee. Elle quitte vite ce déguisement quand elle rejoint le groupe de super-héros Défenseurs.
Elle est tuée par Dragon-lune, alors possédée par le Dragon de la Lune. Elle revient pourtant affronter une deuxième fois la créature mystique, grâce au Docteur Strange qui place son âme dans le corps d'une personne décédée, Genevieve Gross. Le groupe se surnomme le Cercle du Dragon. Andromeda retourne vivre sous l'océan.
En 1989, dans le crossover Atlantis attacks, elle mene une rébellion contre son père qui menace de lancer un assaut contre le monde de la surface. Elle est kidnappée par le prêtre Déviant Ghaur, mais elle réussit à s'échapper. Elle fait depuis partie de l'équipe Deep Six et reste alliée à Namor.

## Pouvoirs et capacités
Andromeda est une Atlante (homo mermanus), mais sa force dépasse celle de ses congénères. Elle peut soulever 14 tonnes à l'air. Comme tout atlante, son corps est adapté à la vie sous-marine (branchies, vision sensible au vert, mains palmées, résistance au froid et à la pression...). Elle nage bien plus vite qu'un simple atlante. Elle peut survivre dix minutes sur terre, avant de souffrir d'asphyxie. Mais elle utilise des pilules pour dépasser cette durée. Guerrière formidable, son arme de prédilection est le trident mais connait à la perfection toutes les techniques de combat atlantes avec ou sans armes. Elle est agile et très bonne tacticienne.

## Sources
- Official Handbook of the Marvel Universe volume 1